# 廣告前畫面
廣告前畫面或廣告後畫面（英語：eye catch），和製英語，指電視節目播放廣告前後的節目名稱插畫或短片。
動畫的過場通常指與動畫本篇無關的五秒插畫，一般會穿插在CM（電視廣告）之間。由於日本放送協會其下的電視台為公共電視台，本身並無任何廣告，故過場會穿插在本篇播放後約十二分鐘的時間。
近年，有部分動畫的過場中會插入其他知識內容，如《光速蒙面俠21》的過場就插入有關美式足球的知識。也有部份動畫會插入動畫內容說明，如《死亡筆記本》的過場會提及死亡筆記本規則，《黑之契約者》的過場則會提及該集副標題。
另外，像是Animax、東森幼幼台之類的電視台則是不播放大部分原本動畫的過場短片，而是自行製作風格統一的短片播放。不過Animax所播映的動畫也有少數除自家短片外也會播映原先的過場，如《烈火之炎》、《鋼之鍊金術師FULLMETAL ALCHEMIST》、《交響情人夢》等。